# Дмитрієв Валентин Іванович
Валентин Іванович Дмитрієв (нар. 27 травня 1927, село Тіни Нижньоінгашського району, тепер Красноярського краю, Російська Федерація — 22 серпня 2020, місто Москва) — радянський діяч, 1-й секретар Магнітогорського і Челябінського міських комітетів КПРС, 2-й секретар ЦК КП Латвії, Надзвичайний і Повноважний Посол СРСР в Ефіопії. Член Бюро ЦК КП Латвії в 1980—1986 роках. Кандидат у члени ЦК КПРС у 1981—1990 роках. Депутат Верховної ради Російської РФСР 8—9-го скликань. Депутат Верховної ради Латвійської РСР 10—11-го скликань. Депутат Верховної Ради СРСР 10—11-го скликань.

## Життєпис
У 1943 році пішов добровольцем на Військово-морський флот СРСР. З 1943 по 1950 рік служив на міноносці. Учасник німецько-радянської війни.
Член ВКП(б) з 1947 року.
У 1950—1955 роках — студент Одеського гідротехнічного інституту.
У 1955—1956 роках — майстер, старший виконроб на будівництві в місті Первоуральську Свердловської області. У 1956—1959 роках — головний інженер, начальник будівельного управління тресту «Південьуралспецбуд» у місті Магнітогорську Челябінської області.
У 1959—1961 роках — секретар районного комітету КПРС міста Магнітогорська. У 1961—1962 роках — секретар партійного комітету тресту «Магнітобуд» міста Магнітогорська.
У 1962—1970 роках — 1-й секретар Магнітогорського міського комітету КПРС Челябінської області.
У 1970—1979 роках — 1-й секретар Челябінського міського комітету КПРС.
У 1971 році закінчив заочну Вищу партійну школу при ЦК КПРС.
У 1979—1980 роках — інспектор ЦК КПРС.
17 жовтня 1980 — 3 вересня 1986 року — 2-й секретар ЦК КП Латвії.
22 липня 1986 — 15 серпня 1990 року — Надзвичайний і Повноважний Посол СРСР у Народній Демократичній Республіці Ефіопії.
З 1990 року — на пенсії в місті Москві.

## Нагороди і звання
- орден Леніна
- орден Жовтневої Революції
- орден Вітчизняної війни ІІ ст.
- два ордени Трудового Червоного Прапора
- медалі
- Надзвичайний і Повноважний Посол